# تریسترم دالتون
تریسترم دالتون (به انگلیسی: Tristram Dalton) سناتور سابق عضو حزب فدرالیست بود. وی در سال ۱۷۸۹ تا ۱۷۹۱ میلادی سناتور ایالت ماساچوست در سنای ایالات متحده آمریکا بود.